# Neuselters

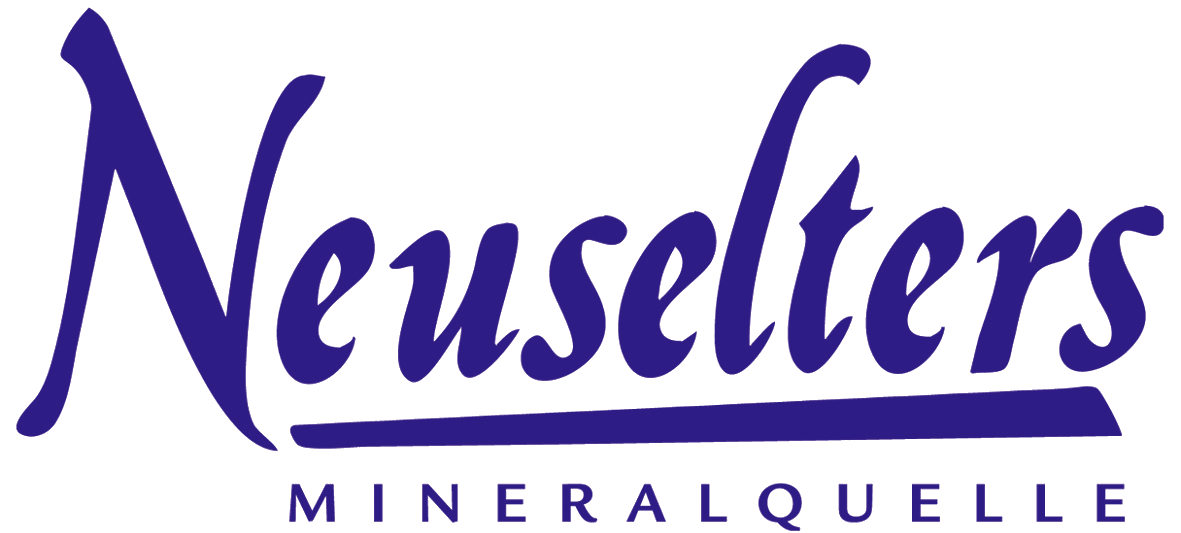
Neuselters-Logo

Neuselters war ein deutsches Mineralwasser aus dem Naturpark Taunus in Mittelhessen. Die Quelle befindet sich in einem Heilquellenschutzgebiet zwischen der Gemeinde Löhnberg und deren Ortsteil Selters (Landkreis Limburg-Weilburg) in den Lahnwiesen.

## Produkte
Neben den Mineralwasser „Classic“, „Medium“ und „Still“ bietet Neuselters auch Mischgetränke wie Apfelschorle und Wellnessgetränke an. Durch den Erwerb der Lizenz zum Abfüllen und Vertreiben Ende 2014 von Nestlé ist die „Neuselters Mineralquellen GmbH“ weiterhin der einzige deutsche Abfüllort der internationalen Marke Aquarel (die so genannte „Birken-Quelle“).

## Geschichte
Der Mineralbrunnen existiert seit 1896. Zusammen mit der zugehörigen Marke wurde er 1974 vom Mineralwasserkonzern Nestlé Waters Deutschland AG, ehemals Blaue Quellen Mineral- und Heilbrunnen AG, übernommen.
Der Standort hatte 2005 rund 90 Arbeitsplätze und produzierte 2004 160 Millionen Liter Mineralwasser (163 Millionen Flaschen). Damit wurde ein Umsatz von rund 30 Millionen Euro erwirtschaftet.
Aufgrund von Umstrukturierungsmaßnahmen wurde im Juli 2013 40 Mitarbeitern gekündigt und der Betrieb mit Fokussierung auf Nestlé Aquarel mit 34 Mitarbeitern weitergeführt. Die Marke Neuselters verschwand daraufhin bis Anfang 2015 komplett vom Markt.
Ende 2014 wurde der Mineralbrunnen an zwei Gesellschafter des Rhenser Mineralbrunnens aus dem rheinland-pfälzischen Rhens (ehemals Manager des Nestlé-Konzerns) verkauft. Nach bereits getätigten Investitionen in die drei bestehenden Abfüllanlagen für Ein- und Mehrweg-PET-Flaschen soll die 2013 verkaufte Abfüllanlage für Mehrweg-Glasflaschen mittelfristig wieder ersetzt werden.
Zum 1. Januar 2015 wurde die Marke Neuselters wieder eingeführt. Von den 34 Mitarbeitern wurden 32 in die neue „Neuselters Mineralquellen GmbH“ übernommen. Langfristig war mit steigendem Absatz auch eine Erhöhung der Mitarbeiterzahl geplant.
Die Übernahme scheiterte jedoch, so dass die Geschäftsführung die Schließung zum Ende Februar 2016 bekannt gab.